# BOTAŞ
BOTAŞ Petroleum Pipeline Corporation (BOTAŞ) е турска държавна компания за тръбопроводи за суров петрол и природен газ и за търговия с газ, главният ѝ офис се намира в Анкара. Компанията е създадена през 1974 г. като дъщерно дружество на Turkish Petroleum Corporation. От 1995 г. BOTAŞ е изцяло държавна компания.

## История
BOTAŞ първоначално е създадена през 1974 г. за изграждането и експлоатацията на петролопровода Киркук – Джейхан (Иракско-турския нефтопровод). От 1987 г. BOTAŞ също участва в транспортирането на природен газ и търговски дейности. От 9 февруари 1990 г. до 2 май 2001 г. BOTAŞ има монополни права върху вноса, разпределението, продажбите и ценообразуването на природен газ. На практика монополът на газоразпределението на BOTAŞ приключва едва през 2007 г., когато Royal Dutch Shell и Bosphorus Gaz, съвместно предприятие на „Газпром“ и Tur Enerji, започват да продават природен газ на пазара.
В BOTAŞ работят над 2300 души.

## Експлоатация на тръбопроводи
Освен петролопровода Киркук – Джейхан BOTAŞ притежава и управлява тръбопроводите за суров петрол Джейхан – Къръккале, Батман – Дьортьол и Шелмо – Батман. Той също така притежава и управлява националната газова мрежа на Турция с обща дължина от 4500 km и терминал за внос на втечнен природен газ (LNG) в Мармара Ереглиси. В международен план BOTAŞ участва в тръбопровода Баку – Тбилиси – Джейхан, участъка от арабския газопровод между Сирия и Турция и тръбопровода Турция – Гърция. Също така е партньор в проекта за газопровода Набуко.
BOTAŞ участва и в Трансанадолския газопровод (TANAP), като получава заем от 270 млн. щ.д. от Европейската инвестиционна банка.
Компанията е в списъка на компаниите, напускащи Глобалния нефто- и газов сектор.